# Pratt & Whitney JT12

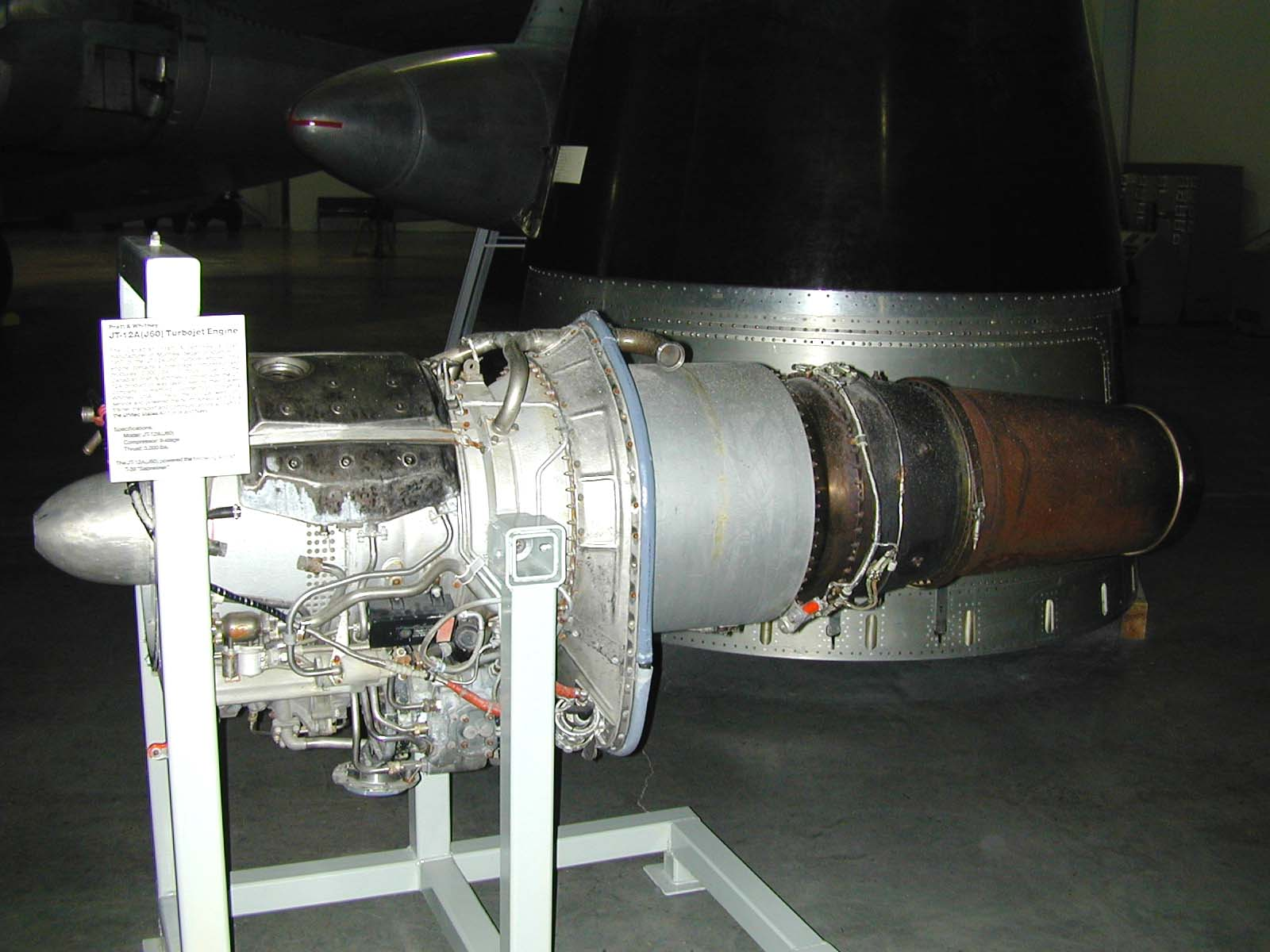
Pratt & Whitney JT12A Turbojet Triebwerk

Das Pratt & Whitney JT12 (militärische Bezeichnung Pratt & Whitney J60) ist ein Einwellen-Turbojet-Triebwerk des US-amerikanischen Herstellers Pratt & Whitney.
Das Triebwerk besitzt einen 9-stufigen Axialverdichter, eine Ringbrennkammer mit acht Flammrohren, und wird von einer 2-stufigen Axialturbine angetrieben.
Die Entwurfsarbeiten begannen im Juli 1957. Bereits im Mai 1958 lief der erste Prototyp auf dem Prüfstand. Die ersten Versuchstriebwerke wurden im Juli 1959 ausgeliefert. Der erreichte Startschub betrug 12,9 kN, die MTBO zunächst nur 50 h. Die ersten, im Oktober 1960 fertigen Serientriebwerke hatten bereits einen Schub von 13,3 kN, der später noch auf 14,6 kN gesteigert werden konnte.  Die MTBO war inzwischen auf 3000 h heraufgesetzt worden. Bis 1969 konnten 2032 Aggregate ausgeliefert werden.
Es wurden unter anderem die  North American T-2B Buckeye, die North American T-39A Sabreliner und die  Lockheed L-1329 Jetstar mit diesen Triebwerken ausgerüstet.
Eine Weiterentwicklung zu einem Wellentriebwerk stellt das Pratt & Whitney JFTD12 dar.

## Technische Daten (JT-12A-8)
- Verdichterstufen: 9
- Turbinenstufen: 2
- Wellen: 1
- Durchmesser: 556 mm
- Länge: 1930 mm
- Gewicht: 212 kg
- Schub: 14,6 kN
- Verdichtung: 6,4:1
- Turbineneintrittstemperatur: 1145 K
- Maximaldrehzahl: 16200 min-1